# Réflexion glissée

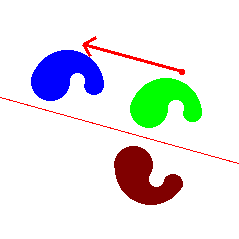
Réflexion glissée.

En géométrie euclidienne, une réflexion glissée du plan euclidien est une isométrie affine de ce plan, constituée de la composée d'une réflexion par rapport à une droite et d'une translation dans la direction de cette droite. Cette composition est ici commutative.
Plus généralement, dans un espace euclidien quelconque, une réflexion glissée est la composée d'une réflexion par rapport à un hyperplan et d'une translation parallèlement à cet hyperplan.